# Алессандра Муссоліні
Алессандра Муссоліні (італ. Alessandra Mussolini; нар. 30 грудня 1962, Рим) — італійська акторка, модель та консервативна політична діячка, відома ексцентричними заявами. Членкиня Італійського (з 1992 року) та Європейського (з 2003 року) парламентів, засновниця неофашистської партії «Соціальна ініціатива». Племінниця Софі Лорен, онучка Беніто Муссоліні.

## Біографія
Алессандра Муссоліні народилася в Римі. Дочка Анни-Марії Шиколоне (з Поццуолі, Неаполь) та Романо Муссоліні, третього сина фашистського диктатора Беніто Муссоліні (з Форлі, Емілія-Романья). Акторка Софі Лорен — її тітка. 
З 1976 по 1980 рік навчалася в Американській закордонній школі в Римі. У 1986 році закінчила Університет Ріміні, отримавши звання магістра кіноменеджменту. 28 жовтня 1989 одружилася з офіцером митної поліції Мауро Флоріані. У шлюбі народила трьох дітей: Катерина, Кларисса і Романо, названого на честь діда. Близько року боролася, щоб трьом її дітям дозволили носити прізвище Муссоліні. Вона неодноразово заявляла, що пишається своїм знаменитим родичем, але в даному випадку відстоювала не стільки честь діда, скільки свої права як жінки на власне прізвище. Вона домоглася свого, хоча процес виявився довгим, виснажливим і дорогим. 
У молодості за підтримки тітки Софі Лорен намагалася стати акторкою, знялася в епізодичній ролі в картині «Особливий день», відзначеній в 1977 році «Оскаром» за найкращий іноземний фільм. Працювала фотомоделлю, співпрацювала з журналом Playboy і з'являлася на обкладинках італійського (серпень 1983) та німецького (листопад 1983) випусків. 
У 1982 році Муссоліні випустила альбом поп-музики романтичних пісень під назвою «Amore» на Alfa Records, альбом вийшов тільки в Японії і відтоді став колекційною рідкістю. 
У 1992 році Муссолліні перемкнулася на політику, перемігши на виборах до парламенту від партії «Національний альянс». У 2003 році заснувала власну партію «Соціальна ініціатива», яка не проіснувала і трьох років. Наразі примикає до альянсу правих партій Сільвіо Берлусконі. У листопаді 2007 року багато шуму наробила заява Муссоліні, що всі румуни — злочинці. Вона призвела до розпаду в Європарламенті націоналістичної коаліції «Ідентичність, традиція, суверенітет», до якої входила Муссоліні.
У березні 2019 року указом Президента України на Муссолліні були накладені санкції як на спостерігачку за так званими «виборами в ЛНР/ДНР» у листопаді 2018 року. Указом Президента України у травні 2020 року санкції були зняті. Її переплутали з Алессандро Мусоліно.

## Фільмографія
- Біле, червоне і… (1972)
- A Special Day (1977)
- Il Caso Pupetta Maresca (1982)
- Il Tassinaro (1983)
- Qualcosa di biondo (1984)
- The Assisi Underground (1985)
- Ferragosto O.K. (1986)
- Noi uomini duri (1987)
- Vincere per vincere (1988)
- Sabato, domenica e lunedì (1990)
- Ha-Derech L'Ein Harod (1990)

## Джерело
- Сторінка в інтернеті [Архівовано 14 січня 2015 у Wayback Machine.]